# Modliszewko
Modliszewko [pronunciación en polaco: /mɔdlʲiˈʂɛfkɔ/] es un pueblo ubicado en el distrito administrativo de Gmina Gniezno, dentro del Distrito de Gniezno, Voivodato de Gran Polonia, en del oeste-Polonia central. Se encuentra aproximadamente a 10 kilómetros al norte de Gniezno y a 53 kilómetros al noreste de la capital regional Poznań.